# Rewolucyjna Armia Bretońska

Położenie Bretanii na mapie Francji

Rewolucyjna Armia Bretońska (fr. Armée Révolutionnaire Bretonne, ARB) – bretońska organizacja terrorystyczna.

## Historia
Założona w 1971 roku przez członków Frontu Wyzwolenia Bretanii (FLB). RAB już w październiku i listopadzie 1973 roku dokonuje trzech zamachów bombowych. W styczniu 1974 roku separatyści wysadzają w powietrze stację przekaźnikową TV w Rennes. W nocy z 2/3 stycznia
roku w Breście zostaje wysadzony samochód marynarki francuskiej, 18 sierpnia wybucha bomba w elektrowni atomowej w Brennilis. 26 czerwca 1978 roku Bretońska Armia Rewolucyjna wysadza w powietrze jedno skrzydło pałacu w Wersalu. Po tej akcji policji udaje się aresztować 8 aktywistów ARB, w wyniku czego ugrupowanie to zostało praktycznie rozbite. 
Jednak 19 kwietnia 2000 roku członkowie ARB podłożyli bombę pod restaurację sieci McDonald’s w Quévert. W eksplozji zginęła jedna osoba. Tego samego dnia służby rozbroiły ładunki wybuchowe w Rennes i Pornic.

## Relacje z innymi grupami separatystycznymi
Współpracowała z ETA i Prawdziwą Irlandzką Armią Republikańską.

## Ideologia
Jest grupą nacjonalistyczną i separatystyczną. Celem ARB jest utworzenie niepodległej Bretanii. W latach 90. XX w. do ideologii ARB dokooptowane zostały wątki antyglobalistyczne i antyamerykańskie.